# Brittany Pettersen

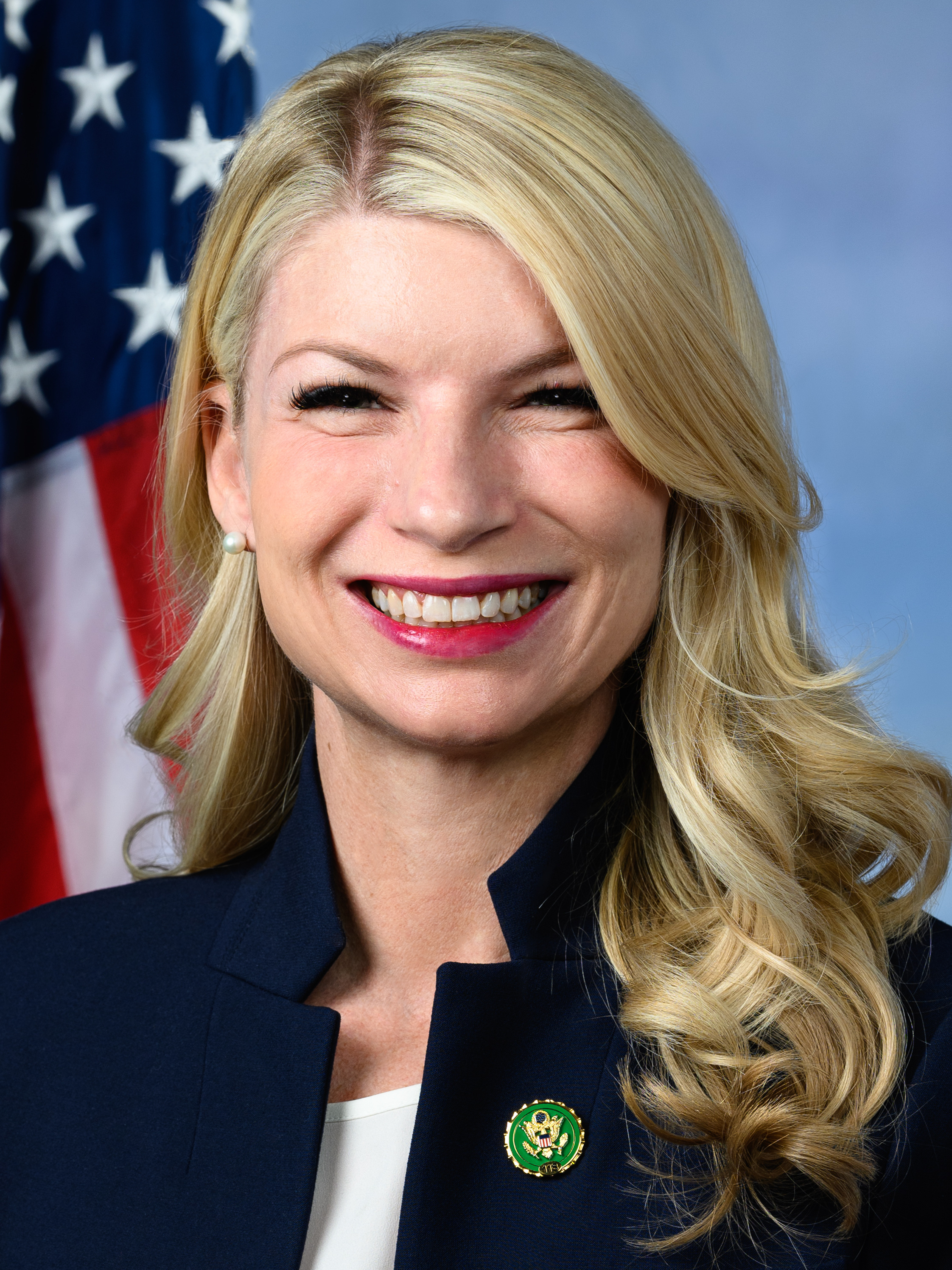
Brittany Pettersen (2023)

Brittany Louise Pettersen (* 6. Dezember 1981 in Colorado) ist eine US-amerikanische Politikerin der Demokratischen Partei. Seit dem 3. Januar 2023 vertritt sie den 7. Kongresswahlbezirk Colorados im US-Repräsentantenhaus.

## Ausbildung und Leben
Pettersen erwarb einen Bachelor-Abschluss in Politikwissenschaft von der Metropolitan State University of Denver. Sie ist damit die erste Angehörige ihrer Familie, die einen High-School-Abschluss erwarb, und die erste mit einem Hochschulabschluss. Vor ihrem Eintritt in die Politik arbeitete sie bei einer Non-Profit-Organisation, die sich einem höheren Partizipationsgrad von Jugendlichen im politischen Prozess verschrieben hat.
Sie lebt mit ihrem Ehemann und dem gemeinsamen ersten Kind in Lakewood, Colorado. Am 25. Januar 2025 kam ihr zweites Kind zur Welt.

## Politische Karriere

### Colorado General Assembly
2012 wurde Pettersen für die Demokratische Partei ins Repräsentantenhaus von Colorado, das Unterhaus des Staatsparlaments von Colorado, gewählt. Sowohl 2014 als auch 2016 gelang ihr die Wiederwahl.
Bei der Wahl 2018 kandidierte sie für einen Sitz im Senat von Colorado und wurde ebenfalls gewählt. 2019 wurde ein Abberufungsverfahren gegen sie initiiert. Als Grund wurde seitens der Initiatoren unter anderem Protest gegen ihre Unterstützung für staatlich geförderte Drogenkonsumraume und die Abschaffung des Electoral College bei US-Präsidentschaftswahlen angeführt. Die notwendigen 18.376 Unterschriften, um eine öffentliche Abstimmung über ihre Abberufung zu erzwingen, kamen jedoch nicht zustande. 2020 wurde sie regulär wiedergewählt.

### US-Repräsentantenhaus

#### Wahl
Pettersen hatte sich bereits 2018 kurzzeitig um die Nominierung der Demokraten im 7. Kongresswahlbezirk in Colorado bemüht. Nachdem Amtsinhaber Ed Perlmutter aber seine Kampagne für das Gouverneursamt aufgegeben und stattdessen erneut zur Wiederwahl angetreten war, verzichtete sie schließlich.
Nachdem Perlmutter angekündigt hatte, 2022 nicht erneut für den Kongress zu kandidieren, bewarb sich Pettersen erneut um einen Sitz im US-Repräsentantenhaus. Bei der Wahl im November 2022 setzte sie sich gegen ihren Republikanischen Kontrahenten Erik Aadland sowie drei weitere Kandidaten kleinerer Parteien mit 56,4 % der Stimmen durch. Seit dem 3. Januar gehört sie daher dem Kongress an. Der von ihr vertretene Wahlbezirk erstreckt sich von den westlichen Ausläufern Denvers bis nach Zentral-Colorado und gilt als politisch ausgeglichen.
2024 hatten weder Brittany Pettersen noch ihr republikanische Rivale Sergei Matveyuk in der Vorwahl einen Gegenkandidaten. In der Hauptwahl im November 2024 erhielt sie 55,3 % der Stimmen und wurde in den 119. Kongress gewählt.

#### Amtszeit
Im 118. Kongress der Vereinigten Staaten gehört Pettersen folgenden Ausschüssen und Unterausschüssen (in kursiv) an:
- United States House Committee on Financial Services (Ausschuss für Finanzdienstleistungen)
  - Wohnen und Versicherung
  - Nationale Sicherheit, Illegale Finanzen und Internationale Finanzinstitutionen (Vice Ranking Member)